# Pierre Migeon IV
Pour les articles homonymes, voir Migeon.
Pierre Migeon IV (13 août 1696 - 3 septembre 1758) est un ébéniste français.

## Biographie
Né à Paris le 13 août 1696, fils de Pierre Migeon III et de Judith Mesureur (veuve de l'ébéniste François Collet), Pierre IV fut d'abord formé dans l'atelier paternel. Pierre Migeon IV fut sans aucun doute le plus brillant ébéniste de la dynastie[réf. nécessaire]. Il est probable[réf. nécessaire] qu'il obtient la maitrise vers 1721. Véritable entrepreneur, il eut un rôle économique de premier plan au faubourg Saint-Antoine.
Dès 1740 il est amené à travailler pour le garde meuble de la couronne, les menus plaisirs, la marquise de Pompadour et nombre de haut dignitaires et collectionneurs. Intéressé par l'utilisation des dispositifs mécaniques, il est amené à exécuter des meubles à transformation. Il réalise également de somptueux meubles en laque, en bois précieux plaqués de bois de violette et marquetés. Le placage dit "en ailes de papillon" est typique de cet ébéniste. Son commerce étant florissant, il employa ainsi près de 80 menuisiers et ébénistes, chiffre considérable si on le rapporte à celui de 900 que la jurande des Menuisiers et Ébénistes avait avancé avant 1716 pour l'ensemble de la corporation. Il est amené à faire travailler d'autres ébénistes dont notamment Jacques Bircklé, Léonard Boudin, Canabas, Mathieu Criaerd, Dautriche, Jean Delaitre, Jacques Dubois (ébéniste), Bon Durand, Gérard Péridiez, Roger Vandercruse, Saunier, Charles Topino.

## Musées

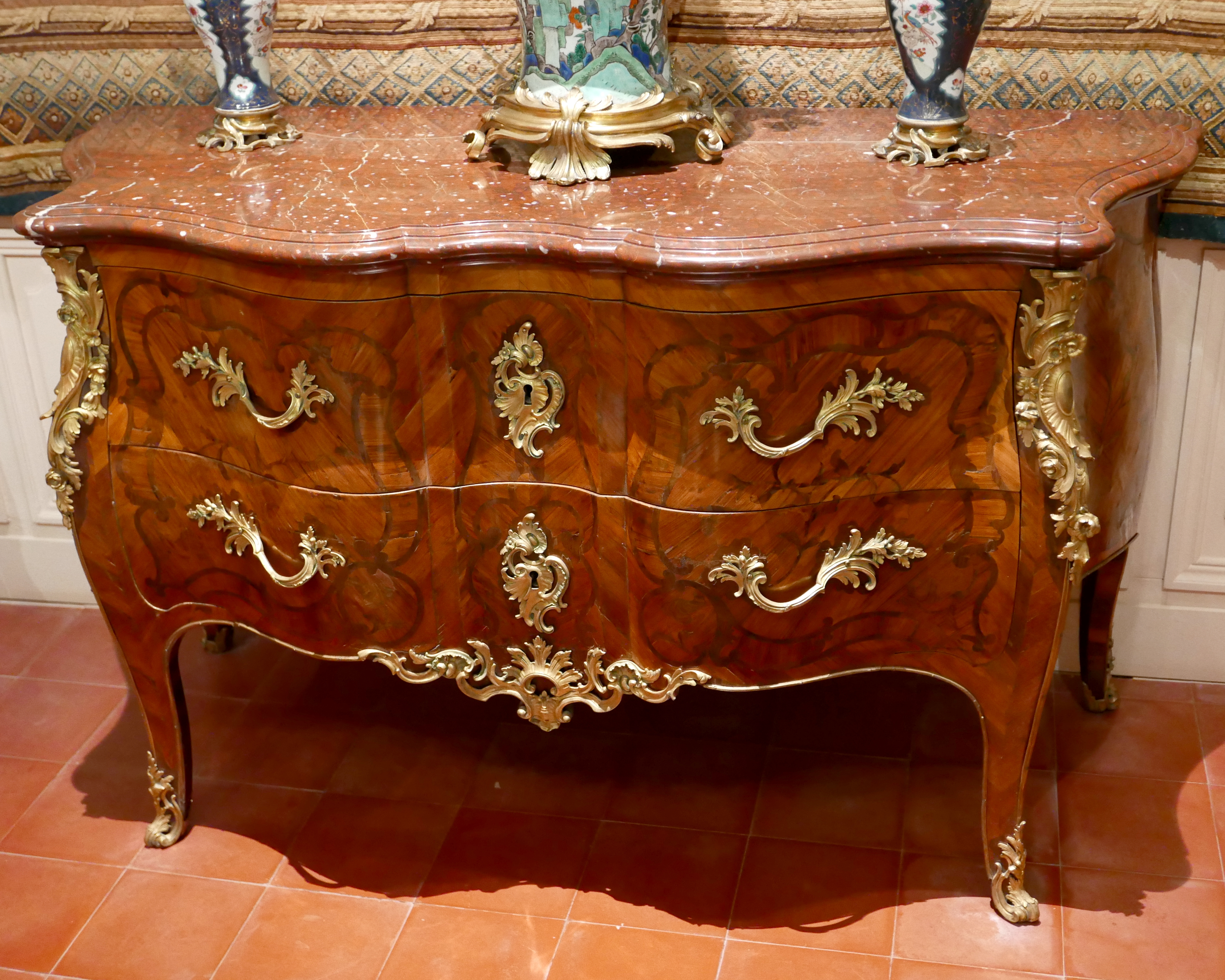
Avignon Vouland146

- Avignon, musée Louis Vouland : commode en double arbalète
- Versailles : Table à écrire à transformation
- Fontainebleau : Table à sextuor
- Musées du Louvre,
- Musée Carnavalet in Paris,
- Victoria and Albert Museum,
- Wallace Collection,
- Château de Champs-sur-Marne, table de toilette